# Hipster (subcultura de los años 1940)
Hipster, término usado en la década de 1940 para referirse a los aficionados al jazz, moderno en particular, popular a principios de esa década. El hipster adoptó el estilo de vida del músico de  jazz, incluyendo algo o todo de lo siguiente: manera de vestir,  actitud relajada, humor sarcástico, pobreza autoimpuesta, y relajados códigos sexuales. Los primeros hipsters eran generalmente jóvenes blancos adoptando muchas de las formas de los de raza urbanos de su tiempo, pero hipsters posteriores emulaban a los anteriores sin conocer, a menudo, los orígenes de esta cultura.

## Historia
Etimológicamente, las palabras hep y hip pudieron haberse derivado de hipi, una palabra que en el lenguaje Wolof del oeste africano quiere decir ‘para ver’. Palabra usada en muchas comunidades africanas de la diáspora desde el tiempo de trasplantación de su localidad original.
En los primeros días del jazz, los músicos usaban la variante hep para describir a cualquiera que conociera sobre una cultura emergente, negra por lo común, lo cual incluía saber de jazz. Ellos y sus seguidores fueron conocidos como hepcats. A finales de la década de 1930, el jazz y su variante swing se habían hecho populares y el término hep fue reemplazado entre los músicos de jazz por hip. El clarinetista Artie Shaw describió al cantante Bing Crosby como «el primer hip blanco nacido en los Estados Unidos».
Alrededor de 1940, la palabra hipster reemplazó a hepcat, y los hipsters se interesaban más por el bebop y el hot jazz que por la vieja música swing. Por esos años jóvenes blancos comenzaron a frecuentar comunidades afroamericanas por su música y baile. Estas primeras juventudes divergieron del mainstream debido a sus nuevas filosofías de diversidad racial, exploración sexual y drogas. Los hipsters permanecían en la misma clase económica que los afroamericanos que emulaban, mientras los Beats se encontraban en clases media y superiores; El estilo del hipster fue así bien arreglado y dandificado, mientras los beats (a menudo estudiantes de colegio visitando barrios bajos) vestían sandalias y ropas harapientas.
El primer diccionario en listar la palabra hipster fue el pequeño glosario For Characters Who Don’t Dig Jive Talk (jive se refiere a la jerga de los músicos de jazz), publicado en 1944 con el álbum Boogie Woogie in Blue del pianista Harry Gibson, quien actuó como Harry el Hipster. La entrada para hipsters los definía como «personas que gustan del hot jazz». Este pequeño glosario fue repartido en los conciertos de Gibson por unos cuantos años. No era un glosario completo de la jerga del jazzista, solo incluía las expresiones encontradas en la letra de sus canciones.
En el libro Historia del jazz moderno de Frank Tirro puede leerse la siguiente descripción del hipster según el biógrafo de Parker:

«Para el hipster, Bird fue una justificación viva de su filosofía. El hipster es un hombre subterráneo. Es para la Segunda Guerra Mundial lo que el dadaísta fue para la Primera.  Es amoral, anarquista, cortés, y sobre-civilizado hasta la decadencia. Siempre diez pasos por delante en el juego, por su conciencia, un ejemplo de lo cual podría ser conocer a una chica y rechazarla, porque sabe que saldrán en citas, se tomarán de las manos, se besarán, se acariciarán, fornicarán, quizá se casarán, se divorciarán... ¿así que para qué iniciar todo? Conoce la hipocresía de la burocracia, el odio implícito en la religión ¿entonces qué es lo que este valora? Como no sea para pasar la vida evitando el dolor, tener a raya a sus emociones, y ser cool. Anda buscando algo que trasciende toda esta sandez y lo encuentra en el jazz».

Marty Jezer, en su libro, The Dark Ages: Life In The U.S. 1945-1960 define al hipster de la década de 1940:

«El mundo del hipster en que Kerouac y Ginsberg navegaron y de mediados de los cuarenta e inicios de los cincuenta fue un movimiento amorfo sin ideología, más una pose que una actitud; una forma de “ser” sin tratar de explicar por qué. Hipsters por sí mismos sin dar explicaciones a nadie. Su lenguaje, limitado como fuese, fue suficientemente oscuro para desafiar traducción en su discurso de todos los días. Su rechazo a lo ordinario fue tan completo que apenas podían soportar la realidad. La medida de su retiro fue su desconfianza del lenguaje. Una palabra como cool podría querer decir cualquiera de un número de cosas contradictorias, su definición no vino de la acepción de la palabra mas bien de la emoción detrás de ella y su acompañamiento no verbal, expresiones faciales-corporales. Cuándo los hipsters pusieron juntos una frase coherente, fue siempre prologada con la palabra como para manifestar que en el principio lo que se entendía fue probablemente una ilusión. Sin pasado, ni futuro, sólo un presente que existía en las existenciales alas de sonido. Un solo del bebop de Charlie Parker, esa fue la verdad. El punto de vista del hipster sobre el mundo no estaba dividido entre “mundo libre” y “bloque comunista”, y esto fue puesto aparte de su ortodoxia recurrente. El dualismo Hipster, en lugar de eso, trascendió líneas geopolíticas a favor de niveles de conciencia.»

Lennie Tristano explica su opinión de la relación de los hipsters con el bebop:

«la actitud arrogante y falta de originalidad de los jóvenes hipsters constituyen no menos que una amenaza para la existencia de bebop».

Otro autor que describe los hipster de 1940 concisamente es Paul Douglas Lopes en su libro Rise of a Jazz Art World:
Como los hipsters se volvieron mayores, inventaron el entonces peyorativo hippy, para referirse a los jóvenes hipsters, el joven afluente de la generación baby boomer. Bajo el apelativo hippie, el nombre fue entonces aceptado como la identidad cultural, y se volvió cool por derecho propio.